# Jurij Szundrow
Jurij Ołeksandrowycz Szundrow, ukr. Юрій Олександрович Шундров (ur. 6 czerwca 1956 w Lipiecku, zm. 27 lipca 2018) – ukraiński hokeista i trener pochodzenia rosyjskiego.

## Kariera klubowa
- Dizel Penza (1973–1978)
- Sokił Kijów (1978–1991)
- Crvena Zvezda Belgrad (1990–1991)
- Chimik Woskriesiensk (1991–1994)
- Sokił Kijów (1994–1997)
- Chimik Woskriesiensk (1997–1999)
- Kryżynka Kijów (1999)
- Rapid Bukareszt (1999–2000)

Mistrz Europy w składzie juniorskiej reprezentacji ZSRR w 1975. Mistrz Świata w składzie młodzieżowej reprezentacji ZSRR w 1976. W składzie reprezentacji ZSRR rozegrał 2 mecze i puścił 2 bramki. W składzie Sokiłu Kijów zdobył brązowy medal Mistrzostw ZSRR w 1985 oraz mistrzostwo Ukrainy w 1995 i 1997. Występował w składzie reprezentacji Ukrainy w Mistrzostwach Świata w 1995, 1997 i 1999. Był pierwszym bramkarzem, który w wieku 42 lat i 11 miesięcy startował w Mistrzostwach Świata. W 2000 zakończył karierę.

## Kariera trenerska
- Ukraina do lat 18 (2002-2003) – asystent trenera
- Ukraina (2006-2008) – asystent trenera
- Mietałłurg Magnitogorsk (2008-2010) – trener bramkarzy
- CSKA Moskwa (2011-2014) – asystent trenera do 2012, od 2012 trener bramkarzy
- HK Soczi (2014-2017) – asystent trenera, trener bramkarzy
- Torpedo Ust-Kamienogorsk (2017) – asystent trenera, trener bramkarzy

W roli trenera został mistrzem Ukrainy z Sokiłem Kijów w 2002 i 2005, mistrzem Białorusi z HK Homel w 2003, zdobył Puchar Białorusi z HK Homel w 2003 i 2004 oraz brązowy medal Mistrzostw Rosji z Mietałłurgiem Magnitogorsk w 2006. W czerwcu 2014 został trenerem bramkarzy w klubie HK Soczi. Następnie do początku listopada 2017 trenował golkiperów w kazachskim klubie Torpedo Ust-Kamienogorsk.
Zmarł w nocy 27 lipca 2018.

## Osiągnięcia
Wyróżnienie
- Tytuł honorowy „Zasłużony Pracownik Kultury Fizycznej i Sportu Ukrainy” (2008)[6]